# U-29
L'U-29 fu un sommergibile tedesco tipo VIIA al servizio della Marina da guerra tedesca durante la seconda guerra mondiale. Partecipò alla battaglia dell'Atlantico affondando 13 navi, tra cui la portaerei britannica Corageous. Venne affondato dal suo stesso equipaggio a Kupfermühle il 4 maggio 1945.
Oltre per l'affondamento della portaerei britannica è diventato famoso per essere l'ambientazione del racconto Il Tempio, scritto da H.P. Lovecraft nel 1920 e pubblicato dalla rivista Weird Tales nel 1925.

## Storia

### L'affondamento dellaCourageous

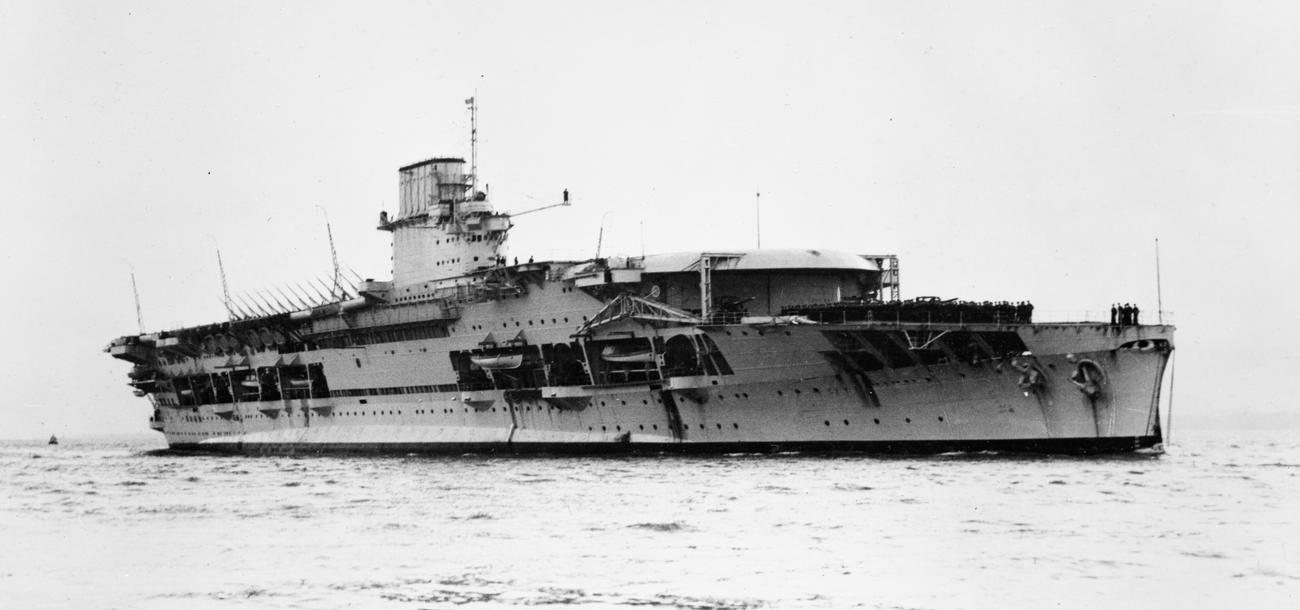
La Courageous, affondata dall'U-29 il 17 settembre 1939

Finito di completare nei cantieri AG Weser (Brema) il 29 agosto 1936, l'U-29 entrò in servizio con la Kriegsmarine il 16 novembre dello stesso anno al comando di Heinz Fischer, che restò in questa posizione fino al 31 ottobre 1938, quando il giorno dopo gli successe Georg-Heinz Michel, che a sua volta lasciò il posto il 4 aprile 1939 al Kapitänleutnant (tenente di vascello) Otto Schuhart, con cui l'U-29 riscosse tutti i suoi successi.
Il 19 agosto 1939 iniziò a Wilhelmshaven il primo dei sette pattugliamenti di guerra che l'U-29 eseguì nella sua carriera. L'8 settembre venne colpita con quattro colpi di cannone e poi affondata la petroliera britannica Regent Tiger, 402 km a sud-ovest dell'isola di Capo Clear (Irlanda meridionale), il 13 settembre fu la volta del rimorchiatore britannico Neptunia a cui si affiancò il giorno dopo la petroliera, anch'essa britannica, British Influence, fermata con due colpi di cannone 290 km a sud-ovest di Capo Clear, fatta evacuare e poi colata a picco. Il comandante dell'U-Boot Otto Schuhart fece dunque sparare dei razzi luminosi in aria per richiamare l'attenzione dei soccorritori e fermò il mercantile norvegese Ida Bakke, neutrale, indicandogli la posizione dei marinai inglesi, che vennero salvati tutti. La più grande vittoria dell'U-29 arrivò però il 17 settembre 1939 ai danni della portaerei britannica Courageous da 22 500 tonnellate. Schuhart avvistò la grande nave (scortata da quattro cacciatorpediniere) verso le 18:00, ma solo alle 19:50 riuscì a portarsi in una posizione favorevole al lancio dei siluri, due dei quali colpirono la Courageous che affondò 17 minuti dopo a circa 306 km a sud-ovest dell'Isola di Dursey. Il cacciatorpediniere Ivanhoe attaccò con bombe di profondità l'U-Boot per quattro ore, ma procurò solo danni minori e gli uomini di Schuhart ne uscirono indenni. L'ammiragliato invece ritirò tutte le portaerei dalla caccia agli U-Boot. Il 26 settembre 1939 l'U-29 terminò la crociera a Wilhelmshaven.

### Gli affondamenti continuano

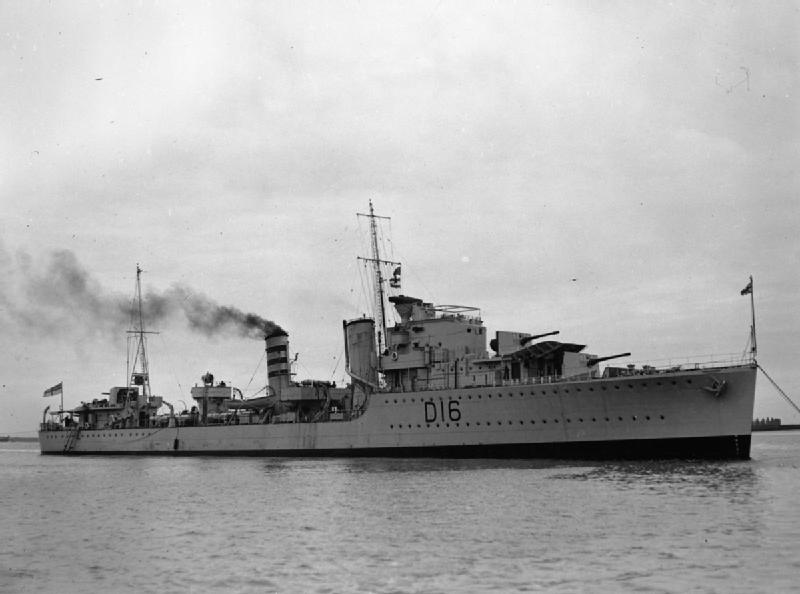
L'HMS Ivanhoe attaccò con bombe di profondità l'U-29 per quattro ore dopo che questi affondò la Courageous, ma procurò solo danni minori

Senza avvenimenti degni di nota il secondo giro di pattuglia, iniziato il 14 novembre a Wilhelmshaven e terminato nella stessa città il 16 dicembre 1939.
Andò meglio nella sortita successiva, cominciata il 6 febbraio 1940, giacché il mercantile britannico Cato affondò dopo aver urtato, il 3 marzo, una mina navale lasciata dall'U-29 4 km a ovest di Nash Point (Vale of Glamorgan). Il giorno dopo Schuhart e i suoi uomini affondarono i mercantili britannici Thurston e Pacific Reliance, il primo 52 km a ovest di Trevose Head, il secondo a nord di Land's End, quindi tornarono a Wilhelmshaven il 12 marzo 1940.
Il 17 aprile l'U-29 partì per un viaggio di trasferimento a Trondheim dove attraccò il 23 aprile, salvo poi ritornare in pattugliamento di guerra, finito senza vittorie o eventi particolari, a Wilhelmshaven il 4 maggio. Il 16 maggio venne concessa a Otto Schuhart la Croce di Cavaliere della Croce di Ferro e il 27 dello stesso mese il sommergibile iniziò la sua quinta crociera di guerra. Dopo quasi un mese di navigazione e dopo essersi rifornito dalla nave tedesca Bessel ancorata a Vigo il 20 giugno, l'U-29 avvistò vicino a Cabo Fisterra il mercantile greco Dimitris, affondato con il cannone da 8,8 cm posizionato sul ponte; con la stessa modalità il 1º luglio venne colato a picco il mercantile greco Adamastos a sud-ovest dell'Irlanda. Gli ultimi due successi tedeschi del pattugliamento giunsero nei due giorni successivi, il 2 e il 3 luglio: alle 13:45 del 2 il cannone dell'U-29 riaprì il fuoco sul mercantile panamense Santa Margarita, affondato, mentre alle 2:10 del 3 fu dato il colpo di grazia con un siluro alla petroliera britannica Athellaird, rimasta isolata dal convoglio di cui faceva parte. L'11 luglio 1940 il sommergibile tedesco era di nuovo a Wilhelmshaven.

### Ultimi pattugliamenti
Dopo più di un mese di riposo all'U-29 venne ordinato di spostarsi il 2 settembre a Bergen, da dove il 5 settembre partì per il sesto pattugliamento di guerra che fruttò l'ultimo affondamento al sommergibile tedesco: si trattò del mercantile britannico Eurymedon, colpito il 25 settembre con due siluri 589 km a ovest di Achill Head e affondato due giorni dopo. La crociera terminò infatti a Lorient il 1º ottobre 1940 e nell'ultima uscita in mare, iniziata il 26 ottobre e finita il 3 dicembre a Wilhelmshaven, non venne affondata nessuna imbarcazione nemica.
Il 2 gennaio 1941 l'U-29 venne ritirato dalla prima linea e relegato a compiti secondari o di addestramento fino al 17 aprile 1944. Otto Schuhart venne sostituito a partire dal 3 gennaio da sei comandanti susseguitesi fino al 17 aprile 1944. L'U-29 venne affondato dai marinai tedeschi il 4 maggio 1945 a Kupfermühle per evitarne la cattura da parte degli Alleati. Il tonnellaggio totale di navi affondate fu di 89 777 tonnellate.